# Nos vemos allá arriba (novela)
Nos vemos allá arriba es una novela de Pierre Lemaitre publicada el 21 de agosto de 2013 por Éditions Albin Michel. Recibió varios premios literarios ese mismo año, entre ellos el Premio Goncourt.

## Trama
Al final de la Primera Guerra Mundial, dos poilus, Édouard Péricourt (hijo de la alta burguesía, diseñador excéntrico, homosexual rechazado por su padre) y Albert Maillard (modesto contable) se enfrentan a la incapacidad de la sociedad francesa para hacerles un lugar. Su relación comenzó el 9 de noviembre de 1918, justo antes del final de la Primera Guerra Mundial. Albert es testigo de un crimen: Durante una ofensiva francesa lanzada ese día tras la muerte de dos exploradores, descubre sus cadáveres. Comprueba que murieron después de recibir un disparo por la espalda, y, por lo tanto, fueron asesinados por los aliados. Albert comprende que Henri d'Aulnay-Pradelle, un teniente aristócrata y arribista, envió a los dos exploradores en una misión y los mató, para culpar de sus muertes a los alemanes (quienes, sin embargo, esperan el armisticio como los franceses) y justificar una ofensiva final. El teniente espera obtener el título de capitán y así aumentar su salario después de la guerra. Durante la ofensiva, Pradelle, al verse desenmascarado, empuja a Albert hacia un agujero de obús. Una granada explota y Albert se encuentra enterrado en vida frente a la cabeza de un caballo muerto; cuando está a punto de morir asfixiado, logra obtener una ligera exhalación de aire viciado de la cabeza del equino, lo que le salva la vida. Pierde el conocimiento. Mientras tanto, Edward cava frenéticamente la tierra y logra sacarlo del agujero. Después de un masaje cardíaco improvisado, Albert finalmente abre los ojos. Cuando Edward está a punto de gritar de alegría, un proyectil explota cerca de ellos y un fragmento le arranca la mandíbula. Este episodio le deja la cara rota, mientras que Albert, traumatizado, se vuelve paranoico.
Desmovilizados, Albert y Édouard, amargados, encuentran la vida en París difícil. Edward es adicto a la morfina, que a Albert le resulta muy difícil conseguir. Los dos marginados se vengan de la ingratitud del Estado desarrollando una estafa que se aprovecha de uno de los valores más de moda de la posguerra: patriotismo. Venden monumentos de guerra ficticios a los municipios. Edward crea máscaras de papel maché que le permiten ocultar su mandíbula faltante. Los dos hombres se reconstruyen con dificultad gracias al juego de máscaras, Eduardo ocultando su desfiguración y Albert con la ayuda de una máscara que representa la cabeza de un caballo muerto. En cuanto al teniente Pradelle, ahora capitán, que se casó con Madeleine, la hermana de Edward, aprovecha los numerosos muertos enterrados en fosas improvisadas en el campo de batalla para firmar un contrato con el Estado que planea enterrarlos nuevamente en cementerios militares, vendiendo "a las comunidades ataúdes llenos de tierra y piedras, o incluso soldados alemanes".
Como parte de su estafa del falso monumento de guerra, Édouard responde a un concurso para la creación de una gran obra conmemorativa en el distrito donde nació. El comisario de esta obra no fue otro que Marcel Péricourt, padre de Édouard, que quiso honrar a su hijo, al que creía muerto.  Tras unas semanas de espera, el dinero solicitado como depósito llega de forma masiva y permite a los dos cómplices plantearse partir hacia las colonias previstas para el 14 de julio. Mientras tanto, los negocios turbios de Pradelle son desenmascarados por un quisquilloso funcionario, Joseph Merlin. A quien Pradelle le ofrece el equivalente a diez años de su salario actual, pero aquel, incorruptible, pasa una noche entera pegando las notas de soborno en el expediente en el que denuncia al nuevo capitán. Posteriormente sus superiores lo ignoran por completo y no resulta nada de su acto de abnegación total.
Los acontecimientos se aceleran a medida que se acerca el 14 de julio. Los periódicos informan de una posible estafa monumental. Péricourt se entera de que ha sido engañado y pide a Pradelle, su yerno, que encuentre a los culpables. Este último encuentra rastros de Édouard, quien disfruta de la gran vida en el Hôtel Lutetia. Péricourt decide ir al hotel en coche, como impulsado por una fuerza incomprensible. Al mismo tiempo, Édouard Péricourt sale del hotel con una nueva máscara que representa exactamente su rostro normal y ve el vehículo, se arroja bajo sus ruedas y muere. Albert, por su parte, logra escapar a las colonias con su nueva compañera Pauline.

## Análisis

### Realidad histórica de una estafa

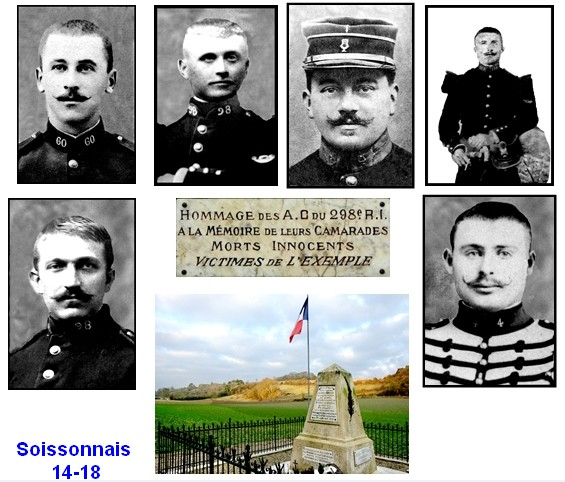
Las seis personas fusiladas en Vingré y el monumento conmemorativo

Pierre Lemaitre tomó prestado el título de su novela de la última carta dirigida a su esposa por el soldado Jean Blanchard, uno de los seis "mártires de Vingré", fusilado arbitrariamente en diciembre de 1914 y rehabilitado por la Corte de Casación de Francia en 1921. Terminó su carta con «Au revoir là-haut ma chère épouse» (Nos vemos allá arriba mi querida esposa).
El escritor Alexandre Vialatte ya menciona varias estafas en sus novelas sobre la Primera Guerra Mundial.
Si bien la estafa del monumento de guerra fue inventada por el autor, la del tráfico de ataúdes se basa en la realidad histórica. Al final de la Primera Guerra Mundial, la mayoría de las familias en duelo querían exhumar el cuerpo de su pariente muerto en combate para enterrarlo en el cementerio comunal, pero el gobierno francés prohibió esta práctica por razones de higiene, economía y para no poner en peligro la integridad y la identidad de los cadáveres. Desafiando esta prohibición, estas familias lo hicieron ellas mismas o recurriendo a "mercaderes de la muerte" (empresarios locales o casas de directores de funerarias parisinas, o incluso estafadores), para violar las tumbas militares y llevarse clandestinamente los cuerpos. El desarrollo de esta práctica ilícita durante los años 1919 y 1920 llevó al Ministerio del Interior a tomar decisiones que oscilaban entre la prevención y la represión, hasta la ley del 31 de julio de 1920 que dispuso que todos los gastos del traslado autorizado de los cuerpos de los militares muertos estarían en adelante a cargo del Estado.
Pierre Lemaitre, para estudiar en detalle la realidad de los hechos y los desfalcos que rodean los cadáveres de los soldados,  se basó en un estudio publicado en la Revue historique des armées y escrito por Béatrix Pau.  Este estudio en sí mismo fue extraído de la tesis de 3 ciclo que defendió en 2004 (“El traslado de los cuerpos de los soldados de la Primera Guerra Mundial Estudio comparativo Francia-Italia, 1914-1918. Un análisis histórico").  El éxito de Nos vemos allá arriba, al hacer visible la verdadera magnitud del fenómeno relacionado con los cuerpos, hizo posible una edición revisada del estudio para el gran público en 2016 bajo el título e ballet des morts. État, armée, familles. S'occuper des corps de la Grande guerre (El Ballet de los Muertos: Estado, ejército, familias :cuidando los cuerpos de la Primera Guerra Mundial).

### Lugar de la novela en la obra de Lemaitre
Nos vemos allá arriba marca un cambio importante en la obra de Pierre Lemaitre: se trata de una novela picaresca  (género en el que le parece más adecuado clasificar su libro que en el de novela histórica), y no una novela policiaca, género en el que había tenido sus primeros éxitos. Junto con Couleurs de l'incendie (2018) y Miroir de nos peines, constituye una trilogía sobre la Primera Guerra Mundial, el periodo de entreguerras y la guerra de broma.
Abandonando el género policiaco, el autor permanece sin embargo fiel al espíritu de sus primeras novelas ya que cita (desde Émile Ajar hasta Stephen Crane y desde Victor Hugo hasta La Rochefoucauld ) a varios autores a los que saluda en sus agradecimientos con, en particular, un fuerte homenaje a Louis Guilloux y Carson McCullers.

## Recepción crítica y ventas
Sebastian Hammelehle, crítico literario de Der Spiegel considera que la novela: "Está llena de personajes fuertes, tiene una trama dramática y el atractivo del tratamiento irreverente de un tema supuestamente intocable de la historia europea: la conmemoración de los muertos de la guerra [...] Pierre Lemaitre lleva las reglas de la tragicomedia, de la novela llena de acción, casi hasta el límite de la opereta [...] Con un gesto burlón y antiautoritario [...] presenta la depravación de casi toda la sociedad francesa, que no se recupera rápidamente del colapso moral de una cruel guerra mundial de cuatro años."
Nos vemos allá arriba fue elogiado por la prensa, se vendieron 490 000 ejemplares durante 2013 y estuvo entre los diez libros más vendidos de ese año. En enero de 2018 se habían vendido un total de un millón de copias.

## Premios
La novela fue incluida en las primeras listas de los principales premios literarios de 2013, entre ellos el Prix Goncourt, el Gran Premio de Novela de la Academia Francesa  y el Prix Femina.  Otros premios importantes para Au revoir là-haut incluyen:
- Premio Nancy de los Libreros – Le Point, 2013[22]
- La novela francesa favorita de los libreros al inicio del curso escolar, 2013[23]
- Mejor novela francesa 2013 otorgada por la revista Lire[24]
- Premio France Télévisions de novela 2013[25][26]
- 2014 Favorito de la Academia Charles-Cros por su versión en audiolibro[27]
- Premio Tulipe a la mejor novela francesa 2014[28]
- Premio Internacional de Letras Raffaelo-Brignetti 2014[29]
- Nominada a los Globes de cristal 2014 en la categoría de Mejor Novela de Ensayo.[30]

## Adaptaciones

### En los cómics
- 2015: Nos vemos allá arriba, adaptación del autor, dibujos de Christian De Metter, Rue de Sèvres, ISBN 978-2-369-81199-2

### En el cine
- 2017: Nos vemos allá arriba, película francesa interpretada y dirigida por Albert Dupontel, con Laurent Lafitte y Nahuel Pérez Biscayart.[31]  La película recibió varios premios en la 43 ceremonia de los Premios César, incluido el César a la mejor dirección y el César a la mejor adaptación para Lemaitre y Dupontel. Una secuela de la novela, titulada Colores de fuego, se publicó el 3 de enero de 2018.